# Rio Branco Atlético Clube
El Rio Branco Atlético Clube o conocido simplemente como Rio Branco es un club deportivo de la ciudad de Vitória, en el estado de Espírito Santo en Brasil. El club fue fundado el 21 de junio de 1913 con el nombre Juventude e Vigor, el 10 de febrero de 1914 decidió honrar al canciller José Maria da Silva Paranhos Júnior, Barón de Río Branco, adoptando desde entonces su actual nombre.

## Historia
Dentro del fútbol profesional destacan sus 37 títulos del Campeonato Capixaba. En participaciones en torneos nacionales, el Rio Branco ha estado presente en 12 ediciones del Campeonato Brasileño de Serie A desde 1959 (1959, 1960, 1963, 1964, 1967, 1976, 1978, 1979, 1983, 1984, 1986, 1987, 2000), y en 5 ediciones de la Copa do Brasil (1999, 2000, 2003, 2011 y 2016). Entre sus mejores campañas destacan la octava posición en el Brasileirao de 1993 y la semifinal de la Copa do Brasil en 1991.
Su principal adversario futbolístico es el Desportiva Ferroviária, con el cual disputa el Clássico dos Gigantes, ambos clubes son los más populares del estado.

## Estadio
El equipo disputa sus partidos en el Estadio Kléber Andrade, con una capacidad para 21.150 personas.

## Palmarés

### Títulos estaduales
- Campeonato Capixaba (37): 1918, 1919, 1921, 1924, 1929, 1930, 1934, 1935, 1936, 1937, 1938, 1939, 1941, 1942, 1945, 1946, 1947, 1949, 1951, 1957, 1958, 1959, 1962, 1963, 1966, 1968, 1969, 1970, 1971, 1973, 1975, 1978, 1982, 1983, 1985, 2010, 2015.
- Copa Espírito Santo (1): 2016.

- Taça Cidade de Vitória (27): 1918, 1919, 1921, 1924, 1929, 1930, 1934, 1935, 1936, 1937, 1938, 1939, 1941, 1942, 1945, 1946, 1947, 1949, 1951, 1957, 1958, 1959, 1964, 1965, 1967, 1969, 1971.